# Kaidu
Kaidu (en mongol: ᠬᠠᠢ᠌ᠳᠤ, Qaidu, cirílico: Хайду; en chino, 海都; pinyin, Hǎidū) (c.1230-1301) fue un nieto del kan mongol Ogodei (1185-1241) y por ello dirigente de la Casa de Ögodei y kan de facto del kanato de Chagatai, una subdivisión del imperio mongol. Gobernó sobre los actuales Xinjiang y Asia Central durante el siglo XIII, enfrentado con su tío de segundo grado, Kublai Kan, que fundó la dinastía Yuan en China. Los cronistas medievales a menudo lo confundían con su tío Kadan, situándolo erróneamente en la batalla de Legnica.

## Orígenes
Kaidu era el hijo de Kashin (también transcrito como Qashi) y por lo tanto nieto de Ögodei y Töregene y bisnieto de Gengis Kan y Börte. El nombre de su madre era Shabkana Katun de la tribu Bekrin (también conocidos como Mekrin), una tribu montañesa de la que se decía que "no eran ni mongoles ni uigures".
En 1260, Marco Polo describió Yarkand, parte del área gobernada por Kaidu como "ocupando una extensión de cinco días de viaje"; cuyos habitantes eran mayoritariamente musulmanes a pesar de que había también algunos nestorianos y asirios jacobitas y con abundancia de cultivos alimentarios y otros productos "especialmente algodón". Durante la guerra civil que enfrentó entre 1260 y 1264 a Kublai Kan contra su hermano Ariq Böke por el título de Gran Kan en Karakorum, Kaidu empezó a tener conflictos con Kublai y sus partidarios, el Ilkanato.
Entretanto, el kan de Chagatai, Alghu, también partidario de Kublai, asoló las tierras de Kaidu. Esto forzó a Kaidu a aliarse con Berke, el kan de la Horda de Oro.

## Conquista de Transoxiana
Después de la derrota de Ariq Böke en 1264 Kublai convocó a Kaidu a su corte, posiblemente para hablar el futuro del imperio y dar a Kaidu su parte del feudo de Ogodei en China. Pero Kaidu evitó aparecer en la corte de Kublai, alegando que sus caballos estaban demasiado delgados de aguantar tan largo viaje. Dado que Gengis Kan había dispuesto que todas las ramas de la familia tuvieran que aprobar la concesión del título de Gran Kan, la enemistad de Kaidu era un obstáculo constante a las ambiciones de Kublai.
En 1266 Baraq ocupó Asia Central buscando el trono de Chagatai. Kublai incitó a Baraq a atacar a Kaidu en 1268. Al principio Baraq superó a Kaidu pero fue finalmente derrotado con el apoyo de Möngke-Temür, sucesor de Berke en la Horda de Oro. Cuándo Baraq avanzó contra Kaidu, este le tendió una trampa en las riberas del Jaxartes derrotando a sus fuerzas. Transoxiana fue entonces saqueada por Kaidu. Baraq huyó a Samarcanda y después a Bujará, saqueando las ciudades a lo largo de la ruta en un intento de reconstruir su ejército. Sus acciones alarmaron a Kaidu, quién no quería que la región fuera asolada y necesitaba liberar tropas para el potencial conflicto con Kublai. Kaidu propuso una paz, que en el bando de Baraq fue apoyada por los gobernadores de las áreas sedentarias del kanato, Mas'ud Beg y Daifu. Así se logró la paz, a pesar de que las fuentes disienten en el momento y lugar del pacto: Rashid al-Din afirma que la reunión tuvo lugar en la primavera de 1269 en Talas, mientras Wassaf escribe que fue en 1267 al del sur de Samarcanda. De cualquier manera, Baraq obtuvo dos tercios de Transoxiana mientras que el otro tercio fue para Kaidu y Mengu-Timur. Kaidu obtuvo también la región alrededor de Bujará. Ningún bando obtuvo las ciudades: la administración de estas volvió a Mas'ud Beg mientras que Baraq y Kaidu obtenían sólo los desiertos y montañas.

## Conflicto abierto con Kublai
Kaidu convenció a Baraq de atacar la Persia ilkánida. Baraq fue sin embargo derrotado en Herat el 22 de julio de 1270  por Abaqa y murió de camino a reunirse con Kaidu. Los príncipes chagatánidas, incluyendo a Mubarak Shah, se sometieron a Kaidu y le proclamaron su señor. Las hijos de Baraq se rebelaron pero fueron derrotados. Muchos otros príncipes huyeron al Ilkanato y el comienzo del reinado de Kaidu afrontó una resistencia seria. Príncipes como Negübei, kan de la Casa de Chagatai, se rebelaron varias veces y Kaidu solo logró un control estable cuándo Duwa fue nombrado kan en 1282.   
En 1275 Kaidu invadió Ürümqi y reclamó la sumisión de la región pero el budista Idiqut siguió resistiendo. Kublai envió una fuerza de socorro para expulsarle. El hijo de Kublai, Nomukhan y sus generales ocuparon Almaliq entre 1266–76, para impedir una invasión de Kaidu. En 1277, un grupo de príncipes gengisidas liderados por el hijo de Möngke, Shiregi se rebelaron secuestrando a dos hijos de Kublai y a su general Antong. Los rebeldes entregaron a Antong a Kaidu y a los príncipes a Möngke-Temür. Los ejércitos del Gran Kan expulsaron a Shiregi al oeste del macizo de Altái y reforzaron las guarniciones yuan en Mongolia y Xinjiang. Aun así, Kaidu tomó el control de Almaliq.
Aunque Kaidu tuvo catorce hijos, confiaba mayoritariamente en su hija Khutulun en asuntos militares.
Kaidu permaneció en un estado de guerra casi continuo por más de 30 años contra Kublai y su sucesor Temür, aunque finalmente murió en 1301, tras haber sido vencido y herido en una batalla cerca de Karakorum.